# 周志國
周志国，男，中国共产党党员，武警少將，分別曾服役武警、解放軍部隊。
歷任武警陕西总队司令员、中国人民解放军北京军区军训部部长。